# Steph Green
Steph Green, geboren als Stephanie Ann Green (* 12. August 1979 in San Francisco) ist eine amerikanisch-irische Filmregisseurin und Drehbuchautorin. Ihr Kurzfilm Der Neue wurde 2009 für einen Oscar nominiert.

## Leben und Wirken
Steph Green wurde zwar in den Vereinigten Staaten geboren, ist aber irischer Abstammung und ging nach einem Studium an der Northwestern University um 2001 nach Irland. Dort absolvierte sie ein Filmstudium am University College Dublin, das sie mit einem Master-Abschluss beendete. Während der Studienzeit schuf sie mit Bildmaterial aus Illinois ihren ersten Kurzfilm Copywrite, der auf mehreren Festivals lief und ihr erste Aufmerksamkeit in der Filmbranche einbrachte.
Nach dem Studium nahm sie für die irische Wohlfahrtsorganisation Simon Community, die sich für Obdachlose engagiert, drei Spots auf. Diese wurden 2004 auf dem Cannes Lions International Advertising Festival und bei den Young Guns Advertising Awards gezeigt. Im gleichen Jahr drehte sie in Dublin den Kurzfilm Push Hands. Anschließend ging sie nach Los Angeles, wo sie zwei Jahre dem Regisseur Spike Jonze bei der Produktion von Werbefilmen assistierte. Danach begann sie mit der Realisierung eigener Werbeclips. Sie arbeitete in Australien, Irland und den USA. 2006 wurde ihr IKEA-Werbespot Cover Up für den Cannes International Advertising Award nominiert.
Nachdem sie Roddy Doyles Erzählung New Boy gelesen hatte, setzte Green sich mit ihm in Verbindung, um den Stoff zu verfilmen. Sie schrieb das Drehbuch mit Doyles Beratung und führte bei dem darauf basierenden Kurzfilm Regie. Ihr Film Der Neue (Originaltitel New Boy) handelt von einem afrikanischen Jungen, der neu in eine irische Schulklasse kommt und lief auf über 20 internationalen Festivals. 2009 wurde sie gemeinsam mit der Produzentin des Films Tamara Anghie für einen Oscar in der Kategorie Short Film (Live Action) nominiert.
2013 kam Greens erster abendfüllender Spielfilm Voll und ganz und mittendrin in die Kinos. Das Filmdrama erlebte beim Tribeca Film Festival seine Premiere. Es handelt von einer Familie, die mit den Folgen eines Schlaganfalls kämpft, den der Vater erlitten hat.
2014 kehrte Green aus Irland in die Staaten zurück und begann dort eine Karriere als TV-Regisseurin. Sie absolvierte Programme bei Fox 20 und CBS und bekam mit Unterstützung von Dan Attias die Gelegenheit, eine Folge der FX-Serie The Americans (2016) zu inszenieren. Es folgten weitere Einsätze als Fernsehregisseurin, unter anderem bei den Serien You’re the Worst (2017), The Man in the High Castle (2018) und Watchmen (2019). Sie inszenierte auch zwei Episoden von The L Word: Generation Q (2019), darunter die tonangebende Premierenfolge. Im Januar 2022 wurde die von ihr inszenierte zweite Folge der Serie Das Buch von Boba Fett veröffentlicht.

## Filmografie (Auswahl)
- 2001: Copywrite
- 2004: Push Hands
- 2007: Der Neue (New Boy)
- 2013: Voll und ganz und mittendrin (Run & Jump)
- 2016: The Americans (Fernsehserie, 2 Folgen)
- 2016–2017: Scandal (Fernsehserie, 2 Folgen)
- 2017: Preacher (Fernsehserie, 1 Folge)
- 2017: Bates Motel (Fernsehserie, 1 Folge)
- 2017: American Crime (Fernsehserie, 1 Folge)
- 2017: Billions (Fernsehserie, 1 Folge)
- 2017: You’re the Worst (Fernsehserie, 2 Folgen)
- 2018: The Man in the High Castle (Fernsehserie, 1 Folge)
- 2018: Marvel’s Luke Cage (Fernsehserie, 1 Folge)
- 2018: For the People (Fernsehserie, 1 Folge)
- 2018: The Deuce (Fernsehserie, 1 Folge)
- 2019: Watchmen (Fernsehserie, 1 Folge)
- 2019: Dare Me  (Fernsehserie, 1 Folge)
- 2019: The L Word: Generation Q (Fernsehserie, 2 Folgen)
- 2022: Das Buch von Boba Fett (Fernsehserie, 1 Folge)
- 2023: Ahsoka (Fernsehserie, 2 Folgen)